# L'ultimo inganno
L'ultimo inganno (Deadfall) è un film  del 1993 diretto da Christopher Coppola.

## Trama
Dopo che il truffatore Joe Dolan uccide accidentalmente il suo complice e padre Mike, nel corso di un colpo, cerca di esaudire l'ultimo desiderio di Mike: recuperare la sua "fetta di torta" (il ricavato di una truffa  avvenuto anni prima nel quale partecipò il fratello).
Joe si precipita dallo zio Lou e mentre cerca di capire il motivo per il quale i rapporti tra suo padre e suo zio si siano interrotti bruscamente, viene coinvolto nei sempre più pericolosi piani dello zio.